# 小島真二
小島 真二（こじま しんじ、1928年3月8日 - ）は日本映画の照明技師、日本映画照明協会理事。茨城県霞ヶ浦出身。

## 経歴
3兄弟の末っ子として生まれ、出征した兄に憧れ陸軍幼年学校卒業後、軍人になろうと考えたが両親反対で海軍航空庁養成学校に入学し、そこを出て航空エンジニアになろうとしたが、日本体育大学の学生寮管理事務時代に日本体育大学理事長であり、丸谷証券代表取締役社長だった米本卯吉に師事し、1949年に米本の東宝代表取締役社長就任に伴い小島も米本の秘書という形で東宝に入社。
1951年に東宝撮影所の照明助手となり、1970年に照明技師として1本立ちする。

## 映画
| 公開年月日     | 作品名                                        | 制作（配給）                                              | 役職     |
| -------------- | --------------------------------------------- | --------------------------------------------------------- | -------- |
| 1952年10月9日  | 生きる                                        | 東宝                                                      | 照明助手 |
| 1954年4月26日  | 七人の侍                                      | 東宝                                                      | 照明助手 |
| 1954年11月3日  | ゴジラ                                        | 東宝                                                      | 照明助手 |
| 1961年7月30日  | モスラ                                        | 東宝                                                      | 照明助手 |
| 1964年7月11日  | 無責任遊侠伝                                  | 東宝                                                      | 照明助手 |
| 1966年1月3日   | 無責任清水港                                  | 東宝 渡辺プロ （東宝）                                    | 照明助手 |
| 1966年5月28日  | クレージーだよ奇想天外                        | 東宝 渡辺プロ （東宝）                                    | 照明助手 |
| 1967年4月29日  | クレージー黄金作戦                            | 東宝 渡辺プロ （東宝）                                    | 照明助手 |
| 1968年4月27日  | クレージーメキシコ大作戦                      | 東宝 渡辺プロ （東宝）                                    | 照明助手 |
| 1968年11月2日  | 日本一の裏切り男                              | 東宝 渡辺プロ （東宝）                                    | 照明助手 |
| 1969年11月1日  | 日本一の断絶男                                | 東宝 渡辺プロ （東宝）                                    | 照明助手 |
| 1970年9月12日  | ひらヒラ社員 夕日くん                         | 東宝                                                      | 照明     |
| 1970年10月31日 | どですかでん                                  | 東宝 四騎の会 （東宝）                                    | 照明助手 |
| 1971年1月9日   | 若大将対青大将                                | 東宝                                                      | 照明     |
| 1971年5月22日  | 昭和ひとけた社長対ふたけた社員                | 東宝                                                      | 照明     |
| 1971年10月30日 | 昭和ひとけた社長対ふたけた社員 月月火水木金金 | 東宝                                                      | 照明     |
| 1973年5月12日  | 戦争を知らない子供たち                        | 東宝映画 （東宝）                                         | 照明     |
| 1973年11月17日 | 日本侠花伝                                    | 東宝映画 （東宝）                                         | 照明     |
| 1974年8月3日   | ノストラダムスの大予言                        | 東宝映画 東宝映像 （東宝）                                | 照明     |
| 1975年4月5日   | 櫛の火                                        | 東京映画 （東宝）                                         | 照明     |
| 1975年9月6日   | 動脈列島                                      | 東京映画 （東宝）                                         | 照明     |
| 1976年1月17日  | 妻と女の間                                    | 東宝映画 （東宝）                                         | 照明     |
| 1976年10月2日  | 大空のサムライ                                | 東宝映画 （東宝）                                         | 照明     |
| 1976年10月23日 | 星と嵐                                        | 東宝映像 M・M・C （東宝）                                 | 照明     |
| 1976年12月25日 | 恋の空中ぶらんこ                              | 東宝映画 （東宝）                                         | 照明     |
| 1977年3月19日  | 巨人軍物語 進め!!栄光へ                       | 日本映画新社 （東宝）                                     | 照明     |
| 1977年7月30日  | HOUSE ハウス                                  | 東宝映像 （東宝）                                         | 照明     |
| 1977年10月29日 | 姿三四郎                                      | 東宝映画 （東宝）                                         | 照明     |
| 1977年12月17日 | 惑星大戦争                                    | 東宝映画 東宝映像 （東宝）                                | 照明     |
| 1978年9月23日  | 聖職の碑                                      | 東宝映画 シナノ企画 （東宝）                              | 照明     |
| 1978年11月23日 | ブルークリスマス                              | 東宝映画 （東宝）                                         | 照明     |
| 1979年7月14日  | 金田一耕助の冒険                              | 角川春樹事務所 （東宝）                                   | 照明     |
| 1979年11月3日  | 遠い明日                                      | 東宝映画 （東宝）                                         | 照明     |
| 1980年8月30日  | 地震列島                                      | 東宝映画 （東宝）                                         | 照明     |
| 1981年7月11日  | ブルージーンズ メモリー                       | 東宝映画 （東宝）                                         | 照明     |
| 1981年8月8日   | 連合艦隊                                      | 東宝映画 （東宝）                                         | 照明     |
| 1982年6月12日  | ひめゆりの塔                                  | 芸苑社 （東宝）                                           | 照明     |
| 1982年12月18日 | ウィーン物語 ジェミニ・YとS                   | 東宝映画 （東宝）                                         | 照明     |
| 1984年3月17日  | さよならジュピター                            | 東宝映画 イオ （東宝）                                    | 照明     |
| 1984年4月14日  | F2グランプリ                                  | 東宝映画 （東宝）                                         | 照明     |
| 1984年12月15日 | ゴジラ                                        | 東宝映画 （東宝）                                         | 照明     |
| 1985年3月2日   | 生きてみたいもう一度 新宿バス放火事件         | ヴァンフィル （東映クラシックフィルム）                   | 照明     |
| 1985年10月10日 | 山下少年物語                                  | キネマ東京 ザ・ワールド企画 森岡賢一郎事務所 （東宝東和） | 照明     |
| 1990年11月10日 | おあずけ                                      | フォーユークリエイティブ                                  | 照明     |
| 1993年8月14日  | 地球っ子 いのちと愛のメッセージ               | パオ                                                      | 照明     |